# Asystasia
Genre
Classification APG III (2009)
Asystasia est un genre de plantes à fleurs de la famille des Acanthacées. Il comprend environ 70 espèces que l'on rencontre en Afrique et de l'Inde à l'Australie. Huit espèces sont originaires d'Afrique du Sud.

## Principales espèces
- Asystasia africana (S. Moore) C.B. Clarke
- Asystasia albiflora Ensermu
- Asystasia ammophila Ensermu
- Asystasia atriplicifolia Bremek.
- Asystasia bella (Harvey) Benth. et Hook. fil.
- Asystasia bojeriana Nees
- Asystasia buettneri Lindau
- Asystasia calycina Benth.
- Asystasia charmian S.Moore
- Asystasia chalnoides Nees
- Asystasia chinensis S.Moore
- Asystasia comoroensis S.Moore
- Asystasia crispata Benth.
- Asystasia dalzelliana Santapau
- Asystasia decipiens Heine
- Asystasia gangetica (L.) T.Anderson
- Asystasia glandulifera Lindau
- Asystasia hedbergii Ensermu
- Asystasia lindaviana Hutchinson & Dalziel
- Asystasia longituba Lindau
- Asystasia macrophylla
- Asystasia moorei Ensermu
- Asystasia mysorensis (Roth) T.Anderson
- Asystasia neesiana Nees
- Asystasia subbiflora C.B. Clarke
- Asystasia vogeliana Benth.

Selon NCBI (6 Aug 2010) :
- Asystasia gangetica
- Asystasia sp. Daniel 9129

## Utilisations
- Asystasia gangetica est une plante ornementale.